# خويغان سفلي
خويغان سفلي (بالفارسية: خویگان سفلی) هي قرية تقع في قسم ورزق الجنوبي الريفي في إيران. يقدر عدد سكانها بـ 1,682 نسمة .